# Cleanth Brooks
Cleanth Brooks (* 16. Oktober 1906 in Murray, Kentucky; † 10. Mai 1994 in New Haven, Connecticut) war ein US-amerikanischer Literaturwissenschaftler und Literaturkritiker. Er gehörte zu den Hauptvertretern des New Criticism.

## Leben
Brooks´ Eltern waren Cleanth Brooks und dessen Ehefrau Bessie Brooks. Sein Vater wirkte als Prediger der Methodisten. Der Sohn studierte an der Vanderbilt University sowie an der Tulane University. Er war ein Schüler von John Crowe Ransom, dem Begründer des New Criticism. Brooks erhielt ein Rhodes-Stipendium für ein Studium am Exeter College  der University of Oxford. Danach lehrte er von 1932 bis 1947 an der Louisiana State University. 
Von 1935 bis 1942 gab Brooks – gemeinsam mit Charles W. Pipkin und Robert Penn Warren – die Literaturzeitschrift The Southern Review heraus. Von 1947 bis 1975 lehrte er als Professor für Literaturwissenschaft an der Yale University. Bekannt wurde er als einer der wichtigsten Vertreter des sogenannten New Criticism.
1966 wurde Brooks in die American Academy of Arts and Sciences gewählt.

## Veröffentlichungen (Auswahl)
- Modern Poetry and the Tradition. University of North Carolina Press, Chapel Hill 1939. Digitalisierte Ausgabe: ISBN 978-0-8078-4048-1.
- zusammen mit Robert Penn Warren: Understanding Fiction. Prentice-Hall, 1943. Digitalisierte Ausgabe: ISBN  978-0-13936690-1.
- zusammen mit Robert Penn Warren: Understanding Poetry. An Anthology for College Students. Henry Holt, New York 1946.
- The Well Wrought Urn. Studies in the Structure of Poetry. (= Harvest Books Nr. 11), Harcourt, Brace & World, New York 1947.
  - Deutsche Teilausgabe[3]: Paradoxie im Gedicht. Zur Struktur der Lyrik. Aus dem amerikanischen Englisch übersetzt von Rolf Dornbacher. Suhrkamp Verlag, Frankfurt 1965.
- zusammen mit John Edward Hardy: Poems of Mr. John Milton. 1952.
- The Hidden God. New Haven Yale University Press, New Haven 1963.
- Modern Poetry and the Tradition. Oxford University Press, Oxford 1965.
- zusammen mit William K. Wimsatt: Classical Criticism. A Short History. Routledge & Kegan Paul, London 1970.
- William Faulkner. Toward Yoknapatawpha and Beyond. New Haven Yale University Press, New Haven 1978, ISBN 978-0-30002204-9.
- William Faulkner. First Encounters. New Haven Yale University Press, New Haven 1983.